# Otome Youkai Zakuro
Otome Youkai Zakuro (яп. おとめ妖怪 ざくろ Отомэ Ё:кай Дзакуро) — манга, написанная и иллюстрированная Лили Хосино. Начала выпускаться в ежемесячном журнале манги Comic Birz в 2006 году. В 2008 году японское издательство Gentosha выпустило первый том, и за 2 года было выпущено 5 томов манги. В 2010 году японская анимационная студия J.C.Staff начала выпускать аниме сериал по сюжету манги. Режиссёр — Тиаки Кон.

## Сюжет
Действие происходит в альтернативной Японии в эпоху вестернизации, где сосуществуют люди и ёкаи. Для налаживания между ними гармоничных отношений сформировано министерство духов, в котором трое юношей, действительных офицеров армии, со стороны людей сотрудничают с четырьмя девушками-полукицунэ. Поначалу герои сталкиваются с проблемой взаимопонимания, в том числе по причине ксенофобии. История повествует о сложных отношениях ёкаев и людей, о любви и предательстве.

## Персонажи
Основные действующие лица — оперативная группа, состоящая из четырёх девушек-полукровок (полукицунэ) со стороны ёкаев и троих юношей, офицеров армии, со стороны людей. Группа разбита на три постоянные условные пары из представителей каждой из сторон; в одной из пар сторону ёкаев представляют сёстры-близнецы. Все участники группы юны и симпатичны, девушек-полукицунэ от людей видимо отличает лишь наличие лисьих ушек на макушках. Все четыре девушки, по разным причинам оставшись без родителей, с раннего детства воспитывались кицунэ Кусимацу.
Дзакуро (яп. 西王母桃 (ざくろ)) — главная героиня, полукицунэ, брюнетка. Обладает непростым характером, вспыльчива. При этом она надёжна, служит опорой своим «сёстрам» и дорожит ими. Признаёт только традиционную японскую культуру и яростно противится всему западному. Так например, при первой встрече с лейтенантами выразила недовольство тем, что те одеты в европейскую военную форму; отказывалась сперва пробовать европейскую еду. Оправданием подобного отношения служит то, что до вестернизации люди больше уважали ёкаев. К людям поначалу относится с предубеждением, порою граничащим с некоторой враждебностью, открыто демонстрируя это. Дзакуро является партнёром Кэя Агэмаки. Постоянно насмехается над ним из-за его боязни духов, но позже между ними просыпается любовь. Имя Дзакуро значит на японском «гранат».
Сэйю: Маи Накахара
Кэй Агэмаки (яп. 総角 景) — лейтенант с золотистым цветом глаз и волос; напарник Дзакуро. Он до смерти боится духов, но пытается скрывать это при незнакомцах, демонстрируя свой «фальшивый» имидж крутого парня. Таким способом произвёл впечатление даже на Дзакуро. Сначала боялся даже её из-за лисьих ушей, несмотря на то, что в остальном она выглядит, как человек. В течение всей истории пытается завоевать расположение Дзакуро, сперва «по долгу службы».
Сэйю: Такахиро Сакураи
Сусукихотару (яп. 薄蛍) — полукицунэ, шатенка с короткими волнистыми, с тёмным отливом волосами. Через прикосновение может многое узнать о человеке или предмете. Очень добра, застенчива, часто подбадривает Дзакуро. Но морально слаба и неуверена в себе, из-за чего сильно страдает. Её напарником становится Рикэн. Сначала она пугается его, но потом находит в нём защитника, несмотря на то, что он, как простой смертный, слабее её.
Сэйю: Кана Ханадзава
Рикэн Ёсинокадзура (яп. 芳野葛 利剱) — лейтенант, высокий, с короткой стрижкой тёмных волос; напарник Сусукихотару. Самый спокойный и сдержанный из всех. Рикэн в свободное время тренируется, чтобы стать сильнее. Очень дорожит Сусукихотару, поклялся защищать её любой ценой. Будучи немногословным, выражает свои чувства к ней посредством прикосновений.
Сэйю: Сатоси Хино
Бонбори (яп. 雪洞) и Ходзуки (яп. 鬼灯) — полукицунэ, сёстры-близнецы с золотистыми волосами, собранными в объемные завитые хвостики, украшенные бусами. Самые непосредственные и весёлые, любят пошалить и заигрывать со своим напарником Ганрю. Очень привязаны друг к другу и считают себя одним целым. Они всегда вместе, одеты одинаково, имеют одинаковый характер и даже мыслят одинаково, поэтому между ними никогда не возникают конфликты. Когда-то давно в детстве были вынуждены скрываться в пещере от людей, а единственную женщину, которая приносила им долго еду, из-за них убили. Очень любят и дорожат лейтенантом Ганрю, также самым молодым среди остальных.
Сэйю: Аки Тоёсаки (Бонбори), Юи Хориэ (Ходзуки)
Ганрю Ханакири (яп. 花桐 丸竜) — лейтенант, шатен с карими глазами, невысок, по виду похож на мальчишку; напарник Бонбори и Ходзуки. Очень весёлый и простодушный, у него прекрасные отношения с близняшками, вероятно потому, что он сам похож на них по характеру.
Сэйю: Юки Кадзи
Мамэдзо (яп. 豆蔵) — цукумогами Дзакуро, хранит внутри себя её оружие. Будучи ямабико, напоминает наделённую некоторыми человеческими чертами говорящую собаку. Весёлый, игривый.
Сэйю: Нобухико Окамото
Кусимацу (яп. 櫛松) — чистокровная кицунэ, выглядит как белая лиса в кимоно. Непосредственно руководит оперативной группой министерства духов. Растила и воспитывала оказавшихся на её попечении с раннего детства четырёх девочек-полукровок, вошедших в дальнейшем в состав вышеупомянутой группы. Очень добра и заботлива.
Сэйю: Комия Кадзуэ
Амарёдзю (яп. 雨竜寿) — баку; старейшина и глава министерства духов; выглядит как человекоподобный слон-тапир. Оказывал поддержку Кусимацу и принимал участие в судьбе её воспитанниц. Именно он выдвинул их в состав министерства духов, как наиболее приемлемый «мостик» между ёкаями и людьми.
Сэйю: Акихико Исидзуми
Кири (яп. 桐) и Сакура (яп. 桜) — ёкаи-тыковки маленького роста, брат и сестра, «вечные дети», всегда играют вместе, очень весёлые. Любят играть с Агэмаки. Хранят в себе оружия Сусукихотару и Бонбори с Ходзуки.
Сэйю: Муцуми Тамура (Кири), Юка Игути (Сакура)

## Список серий
| #  | Название серии               | Название серии (яп.)                   | Дата выпуска |
| -- | ---------------------------- | -------------------------------------- | ------------ |
| 1  | Приготовься быть очарованным | «Iza, Yōyō to»(いざ、妖々と)           | 4.10.2010    |
| 2  | Багровый бриллиант           | «Aka, Kōkō to» (あか、煌々と)          | 11.10.2010   |
| 3  | Тёмное прошлое               | «Kako, Aiai to» (かこ、哀々と)         | 18.10.2010   |
| 4  | Расстояние страха            | «Kyori, Kowagowa to» (きょり、怖々と)  | 25.10.2010   |
| 5  | Вязкая ловушка               | «Wana, Nebaneba to» (わな、粘々と)     | 01.11.2010   |
| 6  | Вместе вперёд!               | «Yukite, Kotogoto to» (ゆきて、事々と) | 08.11.2010   |
| 7  | Кошкин дом                   | «Uchi, Nyannyan to» (うち、猫々と)     | 15.11.2010   |
| 8  | Дождь перемен                | «Ame, Adaada to» (あめ、徒々と)        | 22.11.2010   |
| 9  | Радость любви                | «Sachi, Koikoi to» (さち、恋々と)      | 29.11.2010   |
| 10 | Ползучие тени                | «Kage, Oioi to» (かげ、追々と)         | 06.12.2010   |
| 11 | Прикосновение пустоты        | «Furete, Karakara to» (ふれて、殻々と) | 13.12.2010   |
| 12 | Угроза                       | «Kiki, Jirijiri to» (きき、焦々と)     | 20.12.2010   |
| 13 | Прекрасный конец             | «Owari, Sansan to» (おわり、燦々と)    | 27.12.2010   |

## Манга
Автором и иллюстратором манги является Лили Хосино. Выход первой главы манги состоялся в январском номере 2007 года журнала Comic Birz, вышедшего 30 ноября 2006 года. С тех пор она публикуется регулярно. Манга была собрана в 7 томов издательством Gentosha. Первый том вышел 24 января 2008 года, а к 24 сентябрю 2010 года были выпущены уже 5 томов манги.

## Аниме
Аниме-адаптация была выпущена студией J.C. Staff, режиссёр аниме — Тиаки Кон. Сериал начал транслироваться в Японии 4 октября 2010 года. Компания Crunchyroll приобрела лицензию на сериал, сделав его доступным для показа на территории США, Канады, Великобритании, Ирландии, Швеции, Дании, Норвегии, Финляндии, Исландии, Нидерландов, Австралии, Новой Зеландии, Бразилии и Португалии. Во время пресс-релиза вице-президент компании Crunchyroll заявил следующее: «Такого рода приключения, полные сложной и захватывающей сюжетной линии, являются тем, в чём наша компания как раз нуждается, мы любим сериал „Otome Youkai Zakuro“ за его сочетание интригующей концепции и красивой анимации. И мы с нетерпением ждём будущих положительных отзывов фанатов».